# 毛罗·维埃拉
毛罗·路易斯·伊克尔·维埃拉（葡萄牙語：Mauro Luiz Iecker Vieira，1951年2月15日—），巴西外交家。
2023年1月1日，维埃拉出任总统路易斯·伊纳西奥·卢拉·达席尔瓦政府外交部长。2015年至2016年期间，维埃拉曾任总统迪爾瑪·羅塞夫第二任期政府外交部长。